# Poluga stabiliteta
Poluge statičkog stabiliteta ili GZ krivulja mjerilo je stabilnosti broda pri većim kutevima nagiba, to jest pri kutovima nagiba koji prelaze 12 stupnjeva, a mjerilo stabilnosti do 12 stupnjeva bočnog nagiba je početna metacentarska visina.